# 久春内村
久春内村（くしゅんないむら）は、日本の領有下において樺太に存在した村（指定町村）。
久春内という地名は、アイヌ語の「クシ・ウン・ナイ」（山道を越えて流れ続けている川）、「クシュ・ウン・ナイ」（いつも船で行き来する川）による。
現在はこの周辺をロシア連邦がサハリン州イリインスキーとして実効支配している（行政区分は一致しない）。

## 概要
- 北緯48度線に位置し、江戸時代から明治時代にかけてこの辺りまでは日本の影響が及んでいたとされている。
- 西は間宮海峡に面していた。
- この地は樺太の東西海岸の距離が最短となる地域であり、久春内駅からは東海岸の樺太東線真縫駅までを結ぶバスが運行されていた。同区間を結ぶ鉄道計画（真久線）も存在したが、日本統治時代には着工されず1971年にソ連により実現した。
- 久春内駅は樺太西線の最北の駅でもあった。
- 久春内神社は豊原の樺太神社と並んで樺太では古い神社であり[3]、久春内競馬場も樺太では早期に開設された競馬場の一つである[4]。

## 歴史
- 1915年（大正4年）6月26日 - 「樺太ノ郡町村編制ニ関スル件」（大正4年勅令第101号）の施行により行政区画として発足。久春内郡に所属し、泊居支庁久春内出張所が管轄。
- 1929年（昭和4年）7月1日 - 樺太町村制の施行により二級町村となる。
- 1942年（昭和17年）11月 - 所属郡が泊居郡に、管轄支庁が真岡支庁にそれぞれ変更。
- 1943年（昭和18年）4月1日
  - 「樺太ニ施行スル法律ノ特例ニ関スル件」（大正9年勅令第124号）が廃止され、内地編入。
  - 指定町村となる。
- 1945年（昭和20年）8月22日 - ソビエト連邦により占拠される。
- 1949年（昭和24年）6月1日 - 国家行政組織法の施行のため法的に樺太庁が廃止。同日久春内村廃止。

## 村内の地名
| - 久春内 - 上久春内 - 牛毛（うしげ） - 和良（わら） - 問平（といひら） - 小茂白（こもしら） - 洞内（ほらない） - 海辺（うんべ） - 宇蘭（うらん） - 萌留（もえる） - 江戸内（えどない） | - 真久（まひさ） - 上宝沢（かみたからざわ） - 宝沢（たからざわ） - 大塚（おおつか） - 東條（とうじょう） - 三角沢（さんかくざわ） - 高塚（たかつか） - 仁尾（にお） - 北奥内（きたおくない） - 七里 |

（）

## 地域

### 教育
以下の学校一覧は1945年（昭和20年）4月1日現在のもの。
- 樺太公立牛毛国民学校
- 樺太公立宝沢第一国民学校
- 樺太公立宝沢第三国民学校
- 樺太公立久春内国民学校